# Domiciano Cavém
Domiciano Barrocal Gomes Cavém (Vila Real de Santo António, 1932. november 21. – Leiria, 2005. január 12.) válogatott portugál labdarúgó, csatár, hátvéd.

## Pályafutása

### Klubcsapatban
1950 és 1953 között a Lusitano, 1953 és 1955 között a Covilhã, 1955 és 1969 között a Benfica labdarúgója volt. A Benficával kilenc portugál bajnoki címet és öt kupagyőzelmet ért el. 1960–61-ben és 1961–62-ben BEK-győztes, 1962–63-ban és 1964–65-ben BEK-döntős volt a csapattal. 1969–70-ben a Nazarenos együttesében fejezte be az aktív labdarúgást.

### A válogatottban
1956 és 1965 között 18 alkalommal szerepelt a portugál válogatottban és öt gólt szerzett.

## Sikerei, díjai
Benfica
- Portugál bajnokság (Primeira Liga)
  - bajnok (9): 1956–57, 1959–60, 1960–61, 1962–63, 1963–64, 1964–65, 1966–67, 1967–68, 1968–69
- Portugál kupa (Taça de Portugal)
  - győztes (5): 1957, 1959, 1962, 1964, 1969
- Bajnokcsapatok Európa-kupája (BEK)
  - győztes (2): 1960–61, 1961–62
  - döntős (2): 1962–63, 1964–65
- Interkontinentális kupa
  - döntős (2): 1961, 1962